# Hydromorphologie

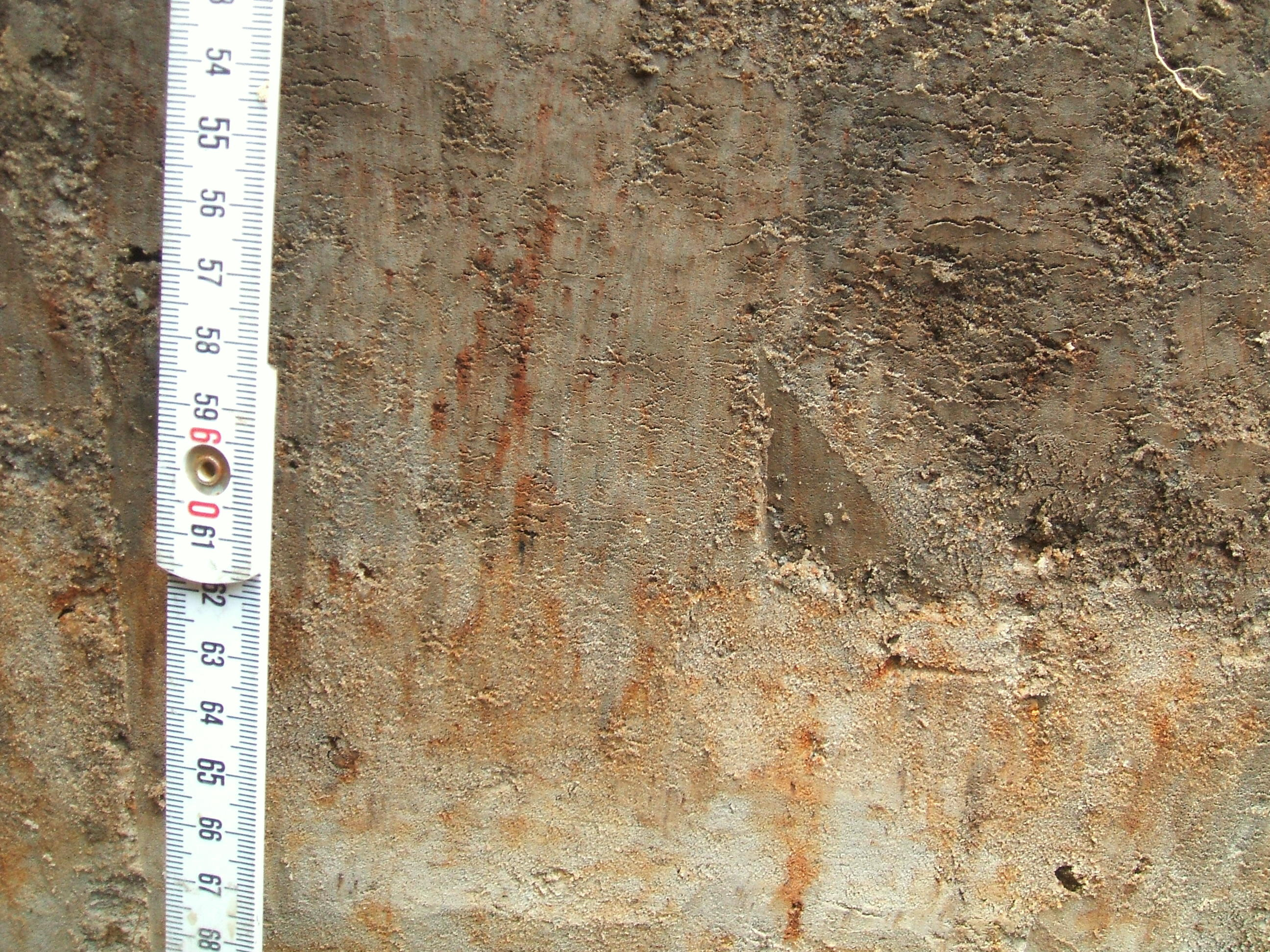
Hydromorphe Merkmale (Marmorierung) in ca. 60 cm Tiefe

Die Hydromorphologie (von altgriechisch ὕδωρ hydōr, deutsch ‚Wasser‘; μορφή morphé, deutsch ‚Gestalt‘, ‚Form‘ und λόγος lógos, deutsch ‚Wort‘, ‚Lehre‘, ‚Vernunft‘) beschreibt die tatsächlich vorhandenen Gewässerstrukturen und das damit verbundene Abflussverhalten eines Gewässers in seiner räumlichen und zeitlichen Ausdehnung. Aufgrund der menschlichen Überprägung vieler Gewässer zählen dazu sowohl natürlich entstandene Formen (z. B. Kiesbänke, Strömungs- und Substratunterschiede, Uferbuchten und -sporne), als auch anthropogen eingebrachte Strukturen und deren Wirkung (Rückstau durch Wehranlagen, Uferverbau, Laufbegradigung usw.).
Die Beschreibung und Bewertung des hydromorphologischen Zustandes eines Fließgewässers erfolgt in den meisten Bundesländern durch die Erfassung der Gewässerstrukturgüte.

## Entstehungshintergrund
Durch den teilweise jahrhundertelangen Gewässerausbau hat sich der strukturelle Zustand vieler Bäche und Flüsse drastisch verschlechtert. Um den Gewässerzustand wieder zu verbessern, beschloss die EU im Jahr 2000 die Europäische Wasserrahmenrichtlinie, die in Deutschland im Wasserhaushaltsgesetz und in den Landeswassergesetzen umgesetzt wurde. Hauptziel dieser Richtlinie ist es, eine Verbesserung für die Hydrobiologie zu erreichen (Fische, Kleinlebewesen, Wasserpflanzen), was zwangsläufig nur über die Verringerung der chemisch-physikalischen Belastung (Hydrochemie: z. B. stoffliche Einträge, Wärme) und/oder der Aufwertung der Gewässerstruktur (Hydromorphologie) erreichbar ist.
Im Anhang V, Punkt 1.1.1 der Richtlinie werden für Fließgewässer unter den sogenannten hydromorphologischen Qualitätskomponenten, die als Maß für die Hydromorphologie betrachtet werden sollen, folgende Aspekte genannt:
- Wasserhaushalt (Abfluss und Abflussdynamik, Verbindung zu Grundwasserkörpern)
- Durchgängigkeit des Flusses
- Morphologische Bedingungen (Tiefen- u. Breitenvariation, Struktur u. Substrat des Flussbettes, Struktur der Uferzone)

Allerdings werden diese genannten Aspekte im Zuge der Richtlinienumsetzung nur unterstützend betrachtet (Hilfsgrößen). Maßgeblich für eine hergestellte Verbesserung ist immer die Aussage der Hydrobiologie (biologische Qualitätskomponenten gemäß Richtlinie).